# 安堂信也
安堂 信也（あんどう しんや、1927年6月1日 - 2000年10月18日）は、日本のフランス文学者・翻訳家。早稲田大学名誉教授。

## 経歴
東京出身。京城で敗戦を迎える。1951年早稲田大学仏文科卒、大学院に進み、1952年パリ第3大学に留学。留学時代にはなだいなだと過ごすこともあった 。1954年帰国し、文学座で演劇の実践に携わる。1956年博士課程進学、1959年中退、1962年早稲田大学文学部専任講師、1965年助教授、1970年教授。演劇博物館副館長などを務め、1995年定年退任。
マイムやダンス・バレエに貢献した及川廣信のマイム研究所では大野一雄らと共に指導し門下から舞踏の大野慶人,
マイムの佐々木博康らを輩出した。
サミュエル・ベケット、ジャン・ラシーヌ、ジャン・ジロドゥなどフランス演劇の翻訳のほか、カトリーヌ・アルレーの推理小説を多数訳した。
教え子のひとりに村上春樹がおり、授業に出ず、ラシーヌを一行も読まずに安堂から単位をもらった話を記者会見で披露した。

## 著書
- 『ソルボンヌの恋人 フランス語会話物語』（白水社） 1960
- 『ゴドーを待った日々 安堂信也演劇論集』（晩成書房） 2004

## 翻訳
- 『エセルとジューリアス』（レオン・クルツコフスキー(Leon Kruczkowski)、鈴木力衛共訳、白水社） 1955
- 『八時四七分の列車』（Le Train de 8 heures 47、G・クールトリーヌ、獅子文六共訳、生活百科刊行会、世界大衆小説全集）  1955
- 『ユダヤ人』（Réflexions sur la question juive、J-P.サルトル、岩波新書） 1956
- 『ジロドゥ戯曲全集 第1 ジークフリート』（ジロドゥ、白水社） 1957
- 『チャーチルと勇気』（ビベスコ皇女(Marthe Bibesco)、東京創元社） 1957
- 『ブリタニキュス』（Britannicus、ジャン・ラシーヌ、新潮社） 1957
- 『陽気な騎兵隊』（Les Gaités de L'Escardron、ジョルジュ・クールトリーヌ、獅子文六共訳、東京創元社、世界大ロマン全集21）  1957
- 『ジロドゥ戯曲全集 第5 カンティック・デ・カンティック』（ジロドゥ、矢代静一共訳、白水社） 1958
- 『ジロドゥ戯曲全集 第6 ベルラックのアポロ』（ジロドゥ、白水社） 1958
- 『コクトー戯曲選集 第2 エッフェル塔の花婿花嫁』（コクトー、白水社） 1959
- 『ゲー・ムーランの踊子』（La Danseuse du Gai-Moulin、ジョルジュ・シムノン、創元推理文庫） 1959
- 『スガナレル モリエール笑劇集』（モリエール、白水社） 1959
- 『三文酒場』（La Guinguette à deux sous、ジョルジュ・シムノン、創元推理文庫） 1960
- 『現代フランス戯曲選集 第2 椅子』（ウジェーヌ・イヨネスコ、白水社） 1960
- 『現代フランス戯曲選集 第3 授業』（ウジェーヌ・イヨネスコ、木村光一共訳、白水社） 1961
- 『演出の歴史』（ポール・ブランシャール、白水社、文庫クセジュ） 1961
- 『タラーヌ教授 / 二人で狂う』（アダモフ / イヨネスコ、筑摩書房、世界文学大系） 1965
- 『世界古典文学全集48 ラシーヌ』（筑摩書房） 1965
うち「アンドロマック」、「バジャゼ」
- 『演劇とその形而上学』（Le Théâtre et son double、アントナン・アルトー、白水社） 1965
- 『デュラス戯曲全集 第1 ラ・ミュージカル / ジャングルの野獣』（デュラス、竹内書店） 1969
- 『デュラス戯曲全集 第2　木立ちの中の日々』（デュラス、平岡篤頼共訳、竹内書店） 1969
- 『現代世界演劇 1 ティレシアスの乳房 / ヴィクトール』（G・アポリネール、R・ヴィトラック、大出学共訳、白水社） 1970
- 『71年春 オフ・リミッツ』（アルチュール・アダモフ、テアトロ） 1971
- 『ベケットの小説 沈黙と語のあいだ』（オルガ・ベルナル(Olga Bernal)、紀伊国屋書店） 1972
- 『ダダ・シュルレアリスム演劇史』（H・ベアール、竹内書店） 1972
- 『カミュ全集 8 ある臨床例・転落』（Un cas intéressant、カミュ、新潮社） 1973
- 『アントナン・アルトー』（ジャン＝ルイ・ブロー(Jean Louis Brau)、白水社） 1976
- 『パリのダダ』（Dada a Paris、ミッシェル・サヌイエ(Michel Sanouillet)、浜田明、大平具彦共訳、白水社） 1979

### カトリーヌ・アルレー
- 『藁の女』（La femme de paille、カトリーヌ・アルレェ、東京創元社、クライム・クラブ） 1958、のち改題文庫化『わらの女』創元推理文庫
- 『目には目を』（Le Talion、カトリーヌ・アルレエ、創元推理文庫） 1961
- 『泣くなメルフィー』（Cessez de pleurer, Melfy!、カトリーヌ・アルレー、創元推理文庫） 1964
- 『死者の入江』（La baie des trépassés、カトリーヌ・アルレー、創元推理文庫） 1962
- 『黄金の檻』（La galette des rois、カトリーヌ・アルレー、創元推理文庫） 1963
- 『大いなる幻影』（Le pique-feu、カトリーヌ・アルレー、創元推理文庫） 1968
- 『二千万ドルと鰯一匹』（Vingt millions et une sardine、カトリーヌ・アルレー、創元推理文庫） 1974
- 『犯罪は王侯の楽しみ』（Le fait du prince、カトリーヌ・アルレー、創元推理文庫） 1975
- 『死ぬほどの馬鹿』（Bête à en mourir、カトリーヌ・アルレー、創元推理文庫） 1976
- 『黒頭巾の孤島』（Robinson-Cruauté、カトリーヌ・アルレー、創元推理文庫） 1976
- 『砂の鎧』（Les armures de sable、カトリーヌ・アルレー、創元推理文庫） 1979
- 『地獄でなぜ悪い』（L'enfer, pourquoi pas?、カトリーヌ・アルレー、創元推理文庫） 1979
- 『死体銀行』（La banque des morts、カトリーヌ・アルレー、創元推理文庫） 1981
- 『白墨の男』（L'homme de craie、カトリーヌ・アルレー、創元推理文庫） 1982
- 『罠に落ちた女』（Une femme piégée、カトリーヌ・アルレー、創元推理文庫） 1983
- 『呪われた女』（L'ogresse、カトリーヌ・アルレー、創元推理文庫） 1984
- 『21のアルレー』（カトリーヌ・アルレー、創元推理文庫） 1985
- 『死神に愛された男』（Le battant et la cloche、カトリーヌ・アルレー、創元推理文庫） 1986
- 『アラーム!』（ALARM!、カトリーヌ・アルレー、創元推理文庫） 1987
- 『疑惑の果て』（La gamberge、カトリーヌ・アルレー、創元推理文庫） 1988
- 『狼の時刻（とき）』（Entre chien et loup、カトリーヌ・アルレー、東京創元社、創元ミステリ'90） 1990

### サミュエル・ベケット
- 『ゴドーを待ちながら』（サミユエル・ベケット、白水社） 1956
- 『ベケット戯曲全集 第1 － 第2』（ベケット、高橋康也共訳、白水社） 1967
- 『モロイ』（Molloy、サミュエル・ベケット、白水社） 1969
- 『初恋 / メルシェとカミェ』（サミュエル・ベケット、白水社） 1971
- 『サミュエル・ベケット短編集』（サミュエル・ベケット、片山昇、高橋康也共訳、白水社） 1972
- 『ベケット戯曲全集 第3』（ベケット、高橋康也共訳、白水社） 1986

### フランソワーズ・サガン
- 『スウェーデンの城』（Un château en Suède、サガン、岩瀬孝共訳、新潮文庫） 1973
- 『幸福を奇数に賭けて』（Bonheur, impair et passe、サガン、新潮文庫） 1974
- 『草の中のピアノ』（Un Piano dans l'herbe 、サガン、新潮文庫） 1976
- 『時おりヴァイオリンが…』（Violons parfois、サガン、新潮文庫） 1976